# ألبرتو دواليب
ألبرتو دواليب (14 ديسمبر 1919 - 13 يوليو 2021)، هو رجل أعمال برازيلي من أصل لبناني. كان ألبرتو دواليب رئيسًا لنادي سبورت كلوب كورينثيانز باوليستا بين عامي 1993 و 2007.
توفي ألبرتو دواليب ليلة الثلاثاء 13 يوليو 2001 عن 101 سنة. في مستشفى سانتا كاتارينا. لم يذكر سبب الوفاة.